# Силістрія (лінійний корабель)
«Силістрія» (рос. дореф. «Силистрiя») — 84-гарматний вітрильний лінійний корабель Чорноморського флоту Російської імперії, що послужив прототипом для серії кораблів типу «Султан Махмуд», що будувалися у Миколаєві протягом 1835—1845 років на Спаському і Миколаївському адміралтействах.

## Опис

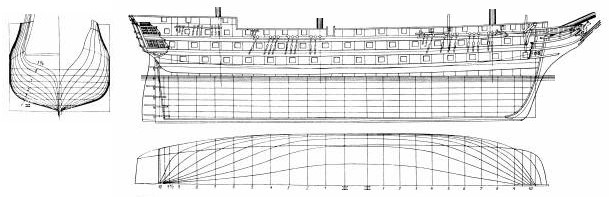
Теоретичне креслення лінійного корабля «Силістрія»

Збудований у Миколаєві, вітрильний лінійний корабель «Силістрія» став прототипом серії з восьми 84-гарматних кораблів типу «Султан Махмуд».  Водотоннажність корабля становила 3540 тонн, довжина між перпендикулярами, за відомостями з різних джерел, від 58,25 до 58,5 метра, довжина за гондеком — 59 метрів, ширина — 15,9 метра, глибина інтрюма — 7,6 метра, осадка — 7 метрів.
Кругла корма «Силістрії» підвищувала міцність корпусу, в його наборі використовували металеві деталі, а прядив'яні канати замінили на якір-ланцюги. Такі рішення були запозичені і для серії кораблів «Султан Махмуд».
Озброєння корабля в різні роки становило різну кількість гармат, включно з карронадами і єдинорогами. Так, на момент спуску на воду озброєння «Силістрії» складалося з двадцяти шести 36-фунтових довгоствольних гармат і чотирьох 1-пудових єдинорогів на нижній палубі, тридцяти двох 24-фунтових довгоствольних гармат на верхній палубі і двадцяти двох 24-фунтових карронад на баці і чвертьпалубі.
Корабель названий на честь захоплення 20 червня 1829 року російською армією турецької фортеці Силістрія на річці Дунай.

## Історія
Закладений у Миколаєві на стапелі Миколаївського адміралтейства 24 грудня 1833 року, головний будівник — капітан корпусу корабельних інженерів О. С. Акімов (за іншими даними — капітан В. Г. Апостолі). Після спуску на воду 11 червня 1835 року увійшов до складу Чорноморського флоту Російської імперії.
Під час військової кампанії Російської імперії 1836 року здійснив перехід з Миколаєва до Севастополя. Наступного 1837 року брав участь у практичному плаванні ескадри кораблів флоту в Чорному морі.

### Під час Кавказької війни
Брав участь у створенні Кавказької укріпленої берегової лінії. Під час військової кампанії 1838 року 12 травня у складі ескадри віцеадмірала М. П. Лазарєва брав участь у висадці десантів, які заснували Вельямінівське укріплення в гирлі річки Туапсе, 10 липня у складі ескадри контрадмірала С. П. Хрущова — у висадці десантів, які заснували Тенгінське укріплення в гирлі річки Шапсухо, а 12 вересня знову у складі ескадри М. П. Лазарєва як флагманський корабель висаджував десант сухопутних військ генерал-лейтенанта М. М. Раєвського у Цемеській затоці.
У кампанію наступного 1839 року знову брав участь у висадці десантів. Перший десант, зібраний на Тамані і розподілений по судах ескадри Чорноморського флоту, що прибула до гирла Керченської протоки 23 квітня. Ескадра під командуванням М. П. Лазарєва вийшла з Керченської протоки в море 28 квітня і досягла довколишніх усть річок Шаха і Субаші 2 травня, о п'ятій годині вечора. Вранці наступного дня кораблі почали вишиковуватися в бойовий порядок на відстані 320 метрів від берега і згодом відкрили вогонь по укріпленням кавказьких військ. Після закінчення артилерійського вогню, кораблі, серед яких і «Силістрія», висадили десанти.
7 липня 1839 року у складі ескадри С. П. Хрущова висаджував десант в гирлі річки Псезуапсе. Ескадра прибула до гирла Псезуапсе 7 липня, о дев'ятій годині вечора. На наступний день кораблі ескадри вишикувалися в бойовий порядок на відстані 320 метрів від берега моря і навпроти правого берега гирла річки. Безпосередньо перед проведенням десанту було вирішено висадити війська на лівий берег Псезуапе, а потім перейти на правий. Десанти заснували Головінське і Лазарєвське укріплення відповідно.
У 1839 році командир корабля, А. Б. Іванов, був нагороджений орденом Святого Станіслава II ступеня.
10 і 22 травня 1840 року в складі ескадри віцеадмірала М. П. Лазарєва висаджував десанти для взяття Вельямінівського і Лазаревського фортів, раніше захоплених кавказцями. У кампанії 1841 і 1843 років знову брав участь у практичних плаваннях флоту в Чорному морі. 18 і 19 липня 1844 року надавав допомогу з моря гарнізону Головінського форту у відбитті атаки кавказців, вів обстріл позицій військ атакувальників з гармат і висадив десант.
У кампанію 1845 року в складі ескадри знову виходив у практичне плавання, а з травня по червень наступного 1846 року встановив мертві якорі і бакени в Цемеській затоці. Кампанію 1847 року «Силістрія» провела у практичному плаванні біля східних берегів Чорного моря. У 1848 році корабель виконував у Цемеській затоці роботи зі встановлення нових бочок замість старих, що були знесені штормом, а у 1849 році вкотре пішов у практичне плавання до східного берега Чорного моря у складі ескадри.

### Під час Кримської війни
У 1852 році був переобладнаний на блокшив у Севастополі. Під час Кримської війни у вересні 1853 року був поставлений біля входу в Південну бухту Севастополя для її захисту, а у квітні наступного 1854 року переведений у Кілен-бухту.
11 вересня 1854 року корабель «Силістрія» серед п'яти застарілих лінійних кораблів і двох фрегатів був затоплений на фарватері біля входу на Севастопольський рейд на глибині 16,5 метрів між Костянтинівською та Олександрівською батареями з метою загородження входу ворожих суден на рейд. Гармати «Силістрії» встановили на берегових оборонних бастіонах, а екіпаж брав участь в обороні Севастополя.
Після війни під час розчищення Севастопольської бухти корпус корабля було підірвано.

## Командири
- П. С. Нахімов (1834—1837);
- А. Б. Іванов (1838—1840);
- П. С. Нахімов (1840—1845);
- П. М. Юхарін (1846—1854).